# Гендлі (Небраска)
Гендлі (англ. Hendley) — селище (англ. village) в США, в окрузі Фернас штату Небраска. Населення — 20 осіб (2020).

## Географія
Гендлі розташоване за координатами 40°7′53″ пн. ш. 99°58′16″ зх. д. / 40.13139° пн. ш. 99.97111° зх. д. (40.131315, -99.971192).  За даними Бюро перепису населення США в 2010 році селище мало площу 0,55 км², уся площа — суходіл.

## Демографія
Згідно з переписом 2010 року, у селищі мешкали 24 особи в 14 домогосподарствах у складі 4 родин. Густота населення становила 44 особи/км².  Було 22 помешкання (40/км²).
Расовий склад населення:
| - 100,0 % — білих |

До двох чи більше рас належало 0,0 %. Частка іспаномовних становила 0,0 % від усіх жителів.
За віковим діапазоном населення розподілялося таким чином: 8,3 % — особи молодші 18 років, 66,7 % — особи у віці 18—64 років, 25,0 % — особи у віці 65 років та старші. Медіана віку мешканця становила 56,0 року. На 100 осіб жіночої статі у селищі припадало 200,0 чоловіків;  на 100 жінок у віці від 18 років та старших — 175,0 чоловіків також старших 18 років.
Середній дохід на одне домашнє господарство  становив 39 660 доларів США (медіана — 40 625), а середній дохід на одну сім'ю — 57 975 доларів (медіана — 60 000). 
Цивільне працевлаштоване населення становило 14 особи. Основні галузі зайнятості: сільське господарство, лісництво, риболовля — 50,0 %, освіта, охорона здоров'я та соціальна допомога — 21,4 %, мистецтво, розваги та відпочинок — 14,3 %.